# Маяк Латимер-Риф
Маяк Латимер-Риф (англ. Latimer Reef Light) — маяк, расположенный в проливе Фишерс-Айленд-Саунд, в 1 миле на северо-восток от острова Фишерс, округ Саффолк, штат Нью-Йорк, США. Построен в 1884 году. Автоматизирован в 1954 году.

## Местоположение
Маяк расположен в проливе Фишерс-Айленд-Саунд, обеспечивая безопасную навигацию вдоль побережья штата Коннектикут. Подобные одиноко стоящие среди толщи воды маяки называют «маяки-свечки» (англ. sparkplug lighthouse), поскольку по форме они напоминают автомобильную свечу зажигания.

## История
Навигация по проливу Фишерс-Айленд-Саунд в XIX веке была достаточно оживлённой. Потребность маяка там стала очевидна с 1860-х годов: с 1867 года на там регулярно дежурили плавучие маяки. Постоянный маяк был сооружён в 1884 году. Он представлял собой белую чугунную башню, облицованную кирпичом, на гранитном фундаменте, высотой 15 метров. Вокруг фундамента была насыпана защитная отсыпь. Для освещения использовалась линза Френеля. В 1899 году был улучшен вращающий механизм линзы, а также была добавлена коричневая полоса для лучшей заметности. Береговая охрана США автоматизировала маяк в 1954 году. В 2010 году маяк был продан на аукционе за 225 000$ частному владельцу.
В 2006 году он был включен в Национальный реестр исторических мест.